# Mr. Wonderful
Mr. Wonderful é o segundo álbum de estúdio da banda britânica de blues rock Fleetwood Mac, lançado em agosto de 1968. O disco foi gravado de forma similar ao projeto de estreia do grupo, de forma que soasse um registro completamente blues. A edição do disco foi voltada ao mercado britânico, enquanto uma versão diferente, com outras faixas inclusas, foi lançada nos EUA com o título English Rose (1969).

## Faixas
1. "Stop Messin' Round" (Adams, Green) - 2:22
2. "I've Lost My Baby" (Spencer) - 4:18
3. "Rollin' Man" (Adams, Green) - 2:54
4. "Dust My Broom" (James, Johnson) - 2:54
5. "Love That Burns" (Adams, Green) - 5:04
6. "Doctor Brown" (Brown, Glasco) - 3:48
7. "Need Your Love Tonight" (Spencer) - 3:29
8. "If You Be My Baby" (Adams, Green) - 3:54
9. "Evenin' Boogie" (Spencer) - 2:42
10. "Lazy Poker Blues" (Adams, Green) - 2:37
11. "Coming Home" (James) - 2:41
12. "Trying So Hard to Forget" (Adams, Green) - 4:47